# Franziskanerkloster Danzig

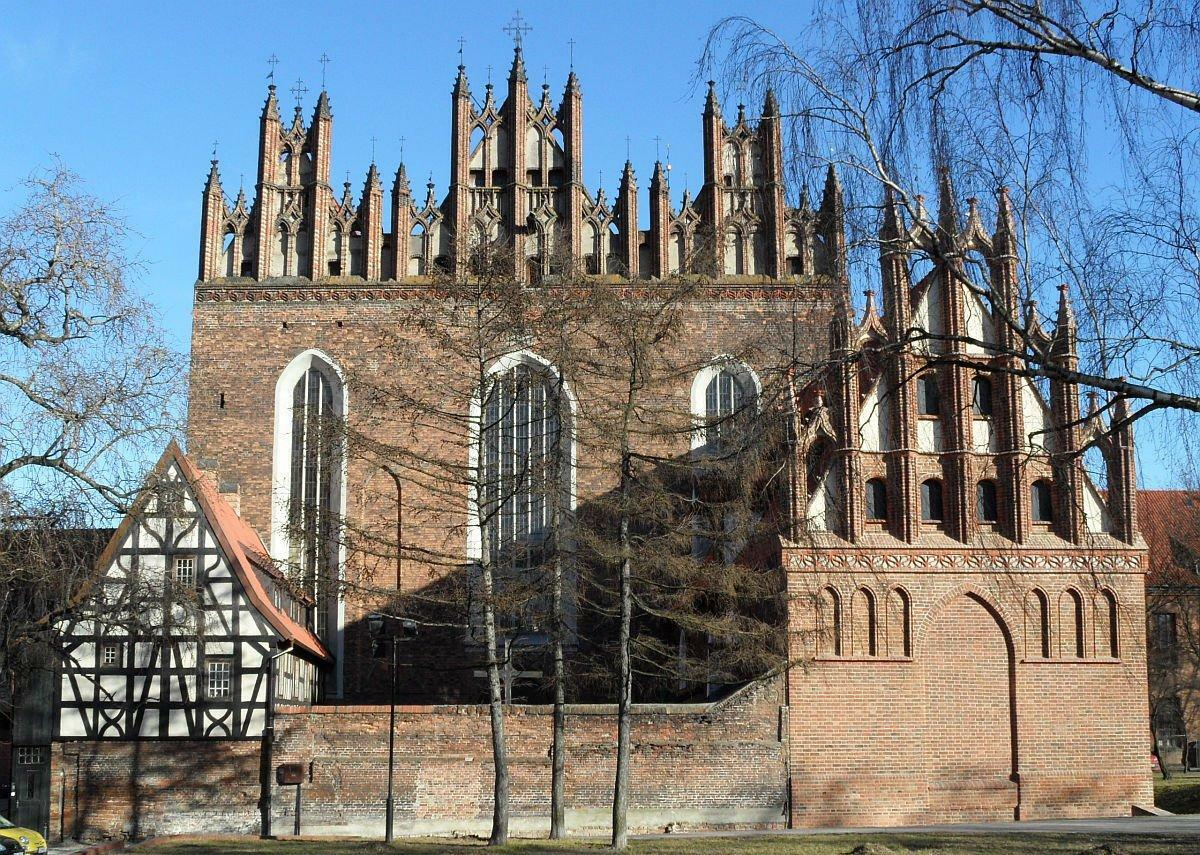
Von links: Kanzelhaus, St.-Trinitatis- und St.-Annen-Kirche, 2011

Das St.-Trinitatis-Kloster war ein Kloster des Franziskanerordens in Danzig, das im 15. und 16. Jahrhundert bestand und als Folge der Reformation unterging. 1987 ließen sich wieder Franziskaner in der Stadt nieder.

## Lage

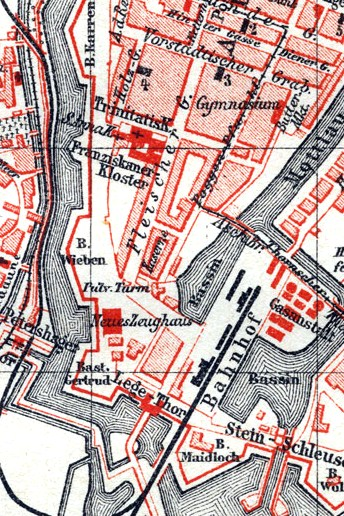
Danziger Vorstadt

Das Kloster befand sich in der Neustadt (später Vorstadt) an der späteren Fleischerstraße Ecke Trinitatiskirchengasse.

## Geschichte
1419 erhielt der Franziskanerorden von Papst Martin V. das Privileg, ein Kloster in Danzig zu gründen.
Die Brüder erhielten zunächst ein kleines Grundstück vom Rat der Stadt, 1422 dann auf Betreiben Michael Küchmeisters, Hochmeister des Deutschen Ordens, ein etwas größeres, und begannen mit dem Bau eines Klosters und einer kleinen Kirche, der Mönchskirche. Die Gründung wurde vom Hochmeister des Deutschen Ordens, in dessen Gebiet damals Danzig lag, unterstützt. Das Kloster gehörte zur Sächsischen Ordensprovinz (Saxonia) der Franziskaner.
1431 wurde die einschiffige Mönchskirche erweitert, und 1481 bis 1514 wurde ihr im Westen eine dreischiffige größere Kirche angebaut, die St.-Trinitatis-Kirche. Die alte Mönchskirche wurde bis 1495 ausgebaut und bildet, nunmehr als Hinterchor und später als Abendmahlskirche bezeichnet, einen Teil der Trinitatiskirche. Westlich vor dem Südschiff wurde 1480 bis 1484 die einschiffige St.-Annen-Kirche errichtet, die ihrer vergleichsweise geringen Größe wegen Annenkapelle genannt wird.
Die Franziskaner lebten von Stiftungen und Almosen. 1491 beschwerte sich der Rat der Stadt beim Provinzial der Ordensprovinz über das zuchtlose Leben der Brüder. Mit dem Fachwerkbau des Kanzelhauses westlich am Nordschiff der Großen Kirche von St. Trinitatis entstand vor deren Westfassade ein geschlossener Hof, dessen Westseite der Wall bildete. Bei den Unruhen in Danzig 1525 und der Einführung der Reformation in der Stadt mussten die Franziskaner das Kloster verlassen. Einige heirateten.
1526 wurde dem Orden das Kloster wieder zurückgegeben, doch die Zahl der Brüder sank. Es befanden sich nur noch der Kustos der Kustodie Breslau innerhalb der Ordensprovinz Saxonia und zwei Brüder im Kloster, als ersterer, Johann Rollau, es am 30. September 1555 an den Rat der Stadt übergab. Ihnen wurde erlaubt, bis zu ihrem Tode in einem Teil des Klosters zu leben.
1558 wurde im Klostergebäude das evangelische Akademische Gymnasium Danzig eingerichtet. Die wenigen verbliebenen Franziskaner gaben 1560 das dreischiffige Langhaus (die Große Kirche) auf und behielten nur den Hinterchor für katholische Messen. 1561 wurde der erste protestantische Pastor berufen, der reformierte Ambrosius Stübner aus Ungarn.
Die 1596 gegründete Bibliotheca Senatus Gedanensis (Danziger Rats- bzw. Senatsbibliothek) wurde dem Gymnasium zur Betreuung anvertraut und stand nur Senatoren, anderen Stadtbeamten sowie Gymnasiasten und ihren Professoren zur Nutzung zur Verfügung. Bis 1650 amtierten lutherische und reformierte Pastoren im Simultaneum.
Während der französischen Belagerung 1807 nutzte preußisches Militär die Trinitatiskirche als Lazarett, während das damals siegreiche französische Militär die Große Kirche ab 1812 als Bekleidungsmagazin. und während der russischen Belagerung 1813 ebenfalls als Lazarett nutzte. Ab 1814 mietete der preußische Militärfiskus das Klostergebäude, das weiter als Lazarett diente, weshalb die Stadt Danzig, die von jeher Eigentümerin geblieben war, den Klosterbau 1828 für 19.000 Taler an den Militärfiskus verkaufte. und während der russischen Belagerung 1813 ebenfalls als Lazarett nutzte. 1817 wurde die Bibliothek organisatorisch vom Gymnasium getrennt und zog 1821 in die als nunmehr öffentliche Bibliothek eingerichtete Jacobikirche. Das Lazarett zog 1844 in einen 1838–1844 errichteten Neubau um, der nach dessen Schließung ab 1920 bis 1939 als polnisches Postamt in Danzig diente. Das Militär richtete ein Montierungsmagazin ein.
Im seither dem Verfall preisgegebenen Klosterbau richtete sich Rudolf Freitag sein Bildhaueratelier ein und lagerte im Kreuzgang Danziger architektonische Altertümer (z. B. Giebelfiguren oder Beischläge) ein, die er bei Abbrüchen vor der Zerstörung bewahrte.
König Friedrich Wilhelm IV. überließ 1852 Freitag die alleinige Verfügung über einen Teil des Baus. Am 6. August 1863 übertrug der Militärfiskus die Eigentumsrechte am Klostergebäude unentgeltlich der Stadt, die dank der Spende des 1868 verstorbenen Kaufmanns Karl Gottfried Klose den verfallenden Bau im neugotischen Stil wiederaufbauen konnte. 1870 wurde das Stadtmuseum Danzig offiziell gegründet und öffnete am 1. März 1873 im renovierten Klosterbau feierlich seine Pforten. 1889 bezog auch das 1881 gegründete Westpreußische Provinzialmuseum für Kunst- und Gewerbe Räume im Klostergebäude.
Nach dem Zweiten Weltkrieg, den der Bau beschädigt überstand, wurde das Museum mit dem 1927 gegründeten Staatlichen Landesmuseum für Danziger Geschichte im Äbtepalast zu Oliva zum Pommerschen Museum zusammengeschlossen. Einzelne Sammlungen des Pommerschen Museums wurden ausgegliedert in neue Museen, ins Zentrale Meeresmuseum (1960), ins Archäologische Museum (1962) und ins Historische Museum der Stadt Danzig im Rechtstädtischen Rathaus (1971). 1972 wurde das Pommersche Museum in Nationalmuseum zu Danzig umbenannt. Dessen Abteilung Alter Kunst (Oddział Sztuki Dawnej) ist heute im Klosterbau zu sehen.
1987 eröffneten Franziskaner im Kanzelhaus einen neuen Konvent und übernahmen auch Trinitatiskirche und Annenkapelle.

## Annenkapelle
Die 1480 bis 1483 erbaute Kapelle diente auf Wunsch König Casimirs III. den polnischsprachigen Anwohnern, die Kosten für ihren Bau trug die Stadt. Die Kapelle hatte keine eigene Gemeinde, sondern war eine Predigtstätte der Trinitatisgemeinde in der benachbarten Kirche dieses Namens.
Dies änderte sich auch durch die Reformation nicht. Der Rat hatte 1552 den ersten lutherischen, polnischsprachigen Prediger berufen. Polnischsprachige Lutheraner waren reguläre Mitglieder der Trinitatisgemeinde. Ende des 16. Jahrhunderts rückten die verstärkten Wälle der Stadtbefestigung der Annenkapelle so nah, dass das Portal in der westlichen Giebelfassade vermauert wurde und bis heute blieb.
1709 gründeten die polnischsprachigen Lutheraner eine eigenständige lutherische Kirchengemeinde an der Annenkapelle, wodurch diese von der Trinitatisgemeinde abgeteilt wurde. Erster Pastor der eigenständigen Gemeinde war Andreas Waschetta (1677–1729), zuvor in Hochredlau. Die Pastoren versahen zugleich die Stelle des lector Polonicus am Gymnasium.
1710 erhielt die Annenkapelle eine neue Orgel, die der Orgelbauer Andreas Hildebrandt erstellte. Die Annengemeinde erwarb eine eigene Glocke, die Johann Gottfried Anthony 1745 in Danzig gegossen hatte. Sie ist eine der wenigen Glocken Danzigs, die an Ort und Stelle verblieben, also weder zu Beginn der 1940er-Jahre für die deutsche Rüstung requiriert noch bei der Zerstörung Danzigs vernichtet wurden.
Pastor der Annengemeinde war z. B. der polyglotte Christoph Mrongovius, Ostpreuße polnischer Muttersprache, der die Gemeinde von 1798 bis 1855 leitete. Mrongovius lehrte am Akademischen Gymnasium im Klosterbau und schrieb Grammatiken und Wörterbücher der polnischen Sprache. 1832 erreichte die Zahl der Mitglieder der Annengemeinde mit 5 bis 6 Seelen einen Tiefstand. Letzter evangelischer Pastor polnischer Sprache an der Annenkapelle war Theodor Mill, der 1871 verstarb. Der polnischsprachige Pastor war in seinen Handlungen an keinen Gemeindesprengel gebunden, sondern konnte überall, wo gewünscht, geistliche Handlungen vollziehen.
Durch Beschluss des altpreußischen Evangelischen Oberkirchenrats wurde die polnischsprachige Annengemeinde am 24. Juni 1876 wieder der Kirchengemeinde der Trinitatiskirche angeschlossen. 1885 ließ die Trinitatisgemeinde den schönen gotischen Westgiebel von St. Annen gründlich restaurieren, der seit Niederlegung der Wälle 1896/1897 bestens zur Geltung kommt.
Nach dem Zweiten Weltkrieg wurde die Trinitatisgemeinde aufgelöst, die meisten ihrer Mitglieder waren geflohen, vertrieben oder umgekommen. 393 Jahre nach Einführung der Reformation an St. Annen übernahmen wieder Katholiken die Gebäude und gründeten neue katholische, nunmehr polnischsprachige Gemeinden. So wird nach Unterbrechung zwischen 1876 und 1945 in der Annenkapelle auch wieder in polnischer Sprache Gottesdienst gefeiert, doch nicht mehr für evangelische Christen, sondern für Katholiken.

### Polnischsprachige Pastoren an der Annenkapelle
Die Liste entspricht der Aufstellung von Trinitatisprediger Paul Schmidt.
- 1552 Joannes Polonus
- 1564 Laurentius Prosper
- 1564–1571 Mathias Miotke
- 1571–1575 Mathäus Dombrowsky
- 1575–1580 Paul Blumgodes
- 1581–1587 Abraham Sbasinius, zuvor in Thorn
- 1589 Mathias Rebinius
- 1589–1598 Adam Kriger
- 1599–1601 Nicolaus Volckmar
- 1601–1603 Georg Hoppe
- 1604–1612 Carl Milevitanus
- 1613–1615 Mathias Miotke, danach in Posen
- 1615–1620 Melchior Pauli
- 1620–1623 Melchior Galliculus (Hänlein)
- 1624–1632 Georg Nennichius
- 1632–1641 Johann Dorsch aus Gilgenburg
- 1642–1653 Christoph Pambius
- 1653–1671 Johann Hein
- 1672–1677 Laurentius Fischer
- 1677–1688 Michael Engel
- 1689–1695 Johann Bunck
- 1695–1709 Albert Pomian Pesarovius
- 1709–1729 Andreas Waschetta
- 1730–1734 Paul Swietlicki
- 1735–1737 Jan Grzegorz Godlewski
- 1737–1773 Jan Duchna
- 1773–1785 Johann Gottfried Gusovius
- 1785–1795 Johann Wilhelm Lehmann
- 1796–1797 Mathias Crispin
- 1798–1855 Christoph Cölestin Mrongovius
- 1860–1871 Theodor Mill